# شفير (مركب)

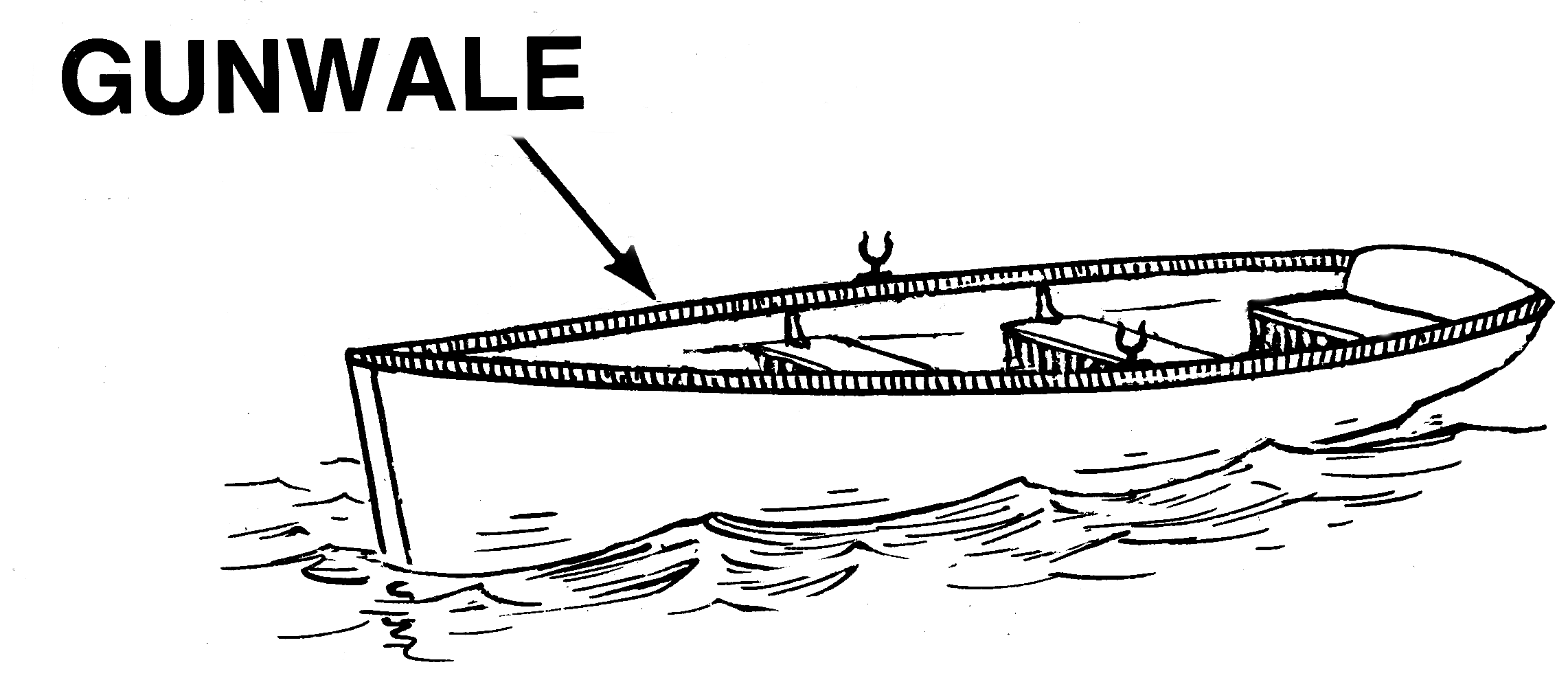
شفير القارب غير المسطح

الشفير هي الحافة العليا لبدن السفينة أو القارب.